# Metro van Singapore

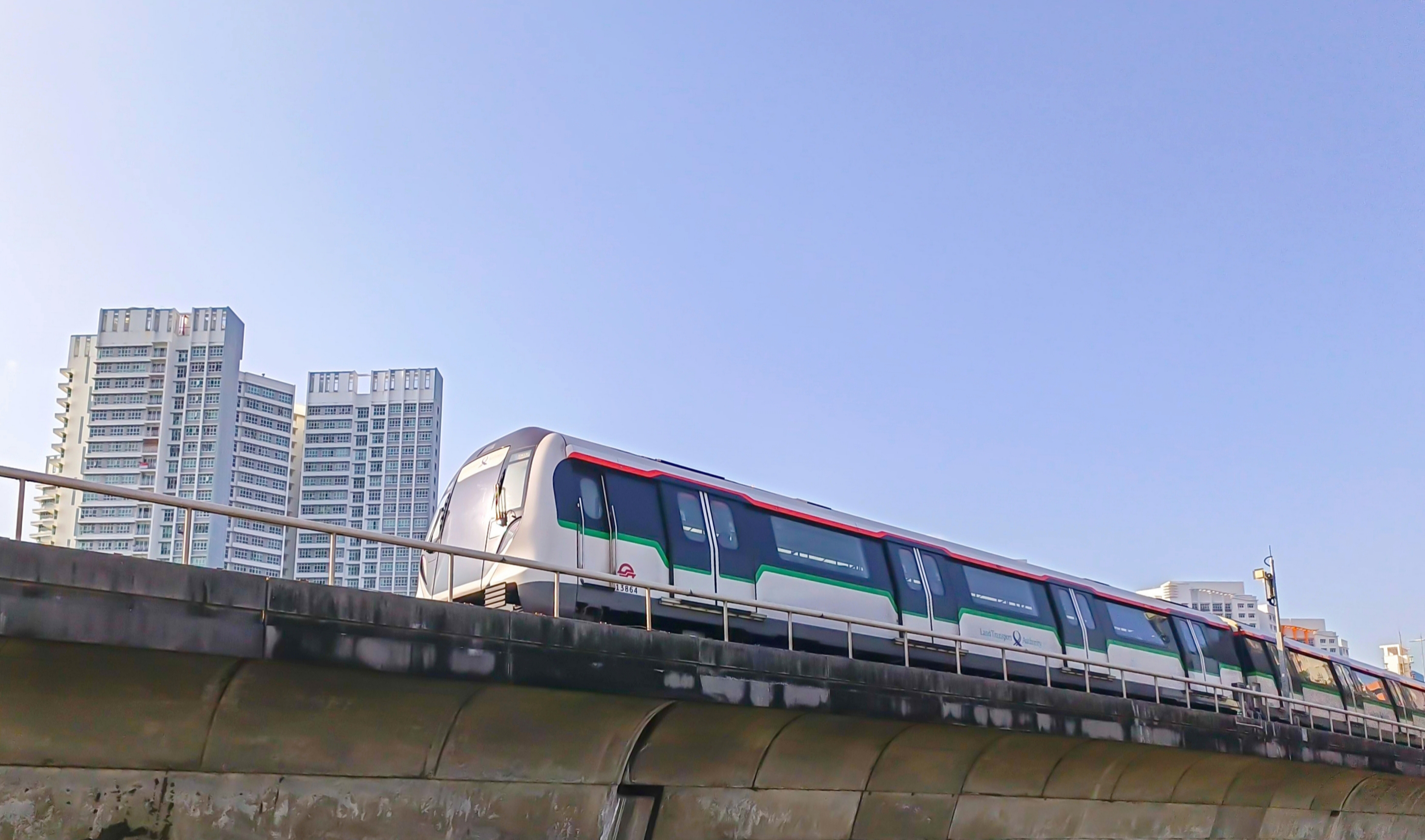
Metro in Singapore

Gepland en gerealiseerd MRT en LRT netwerk

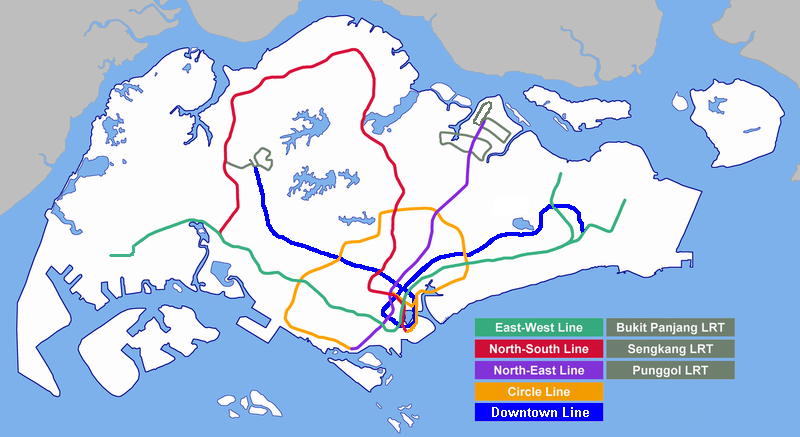
Routemap

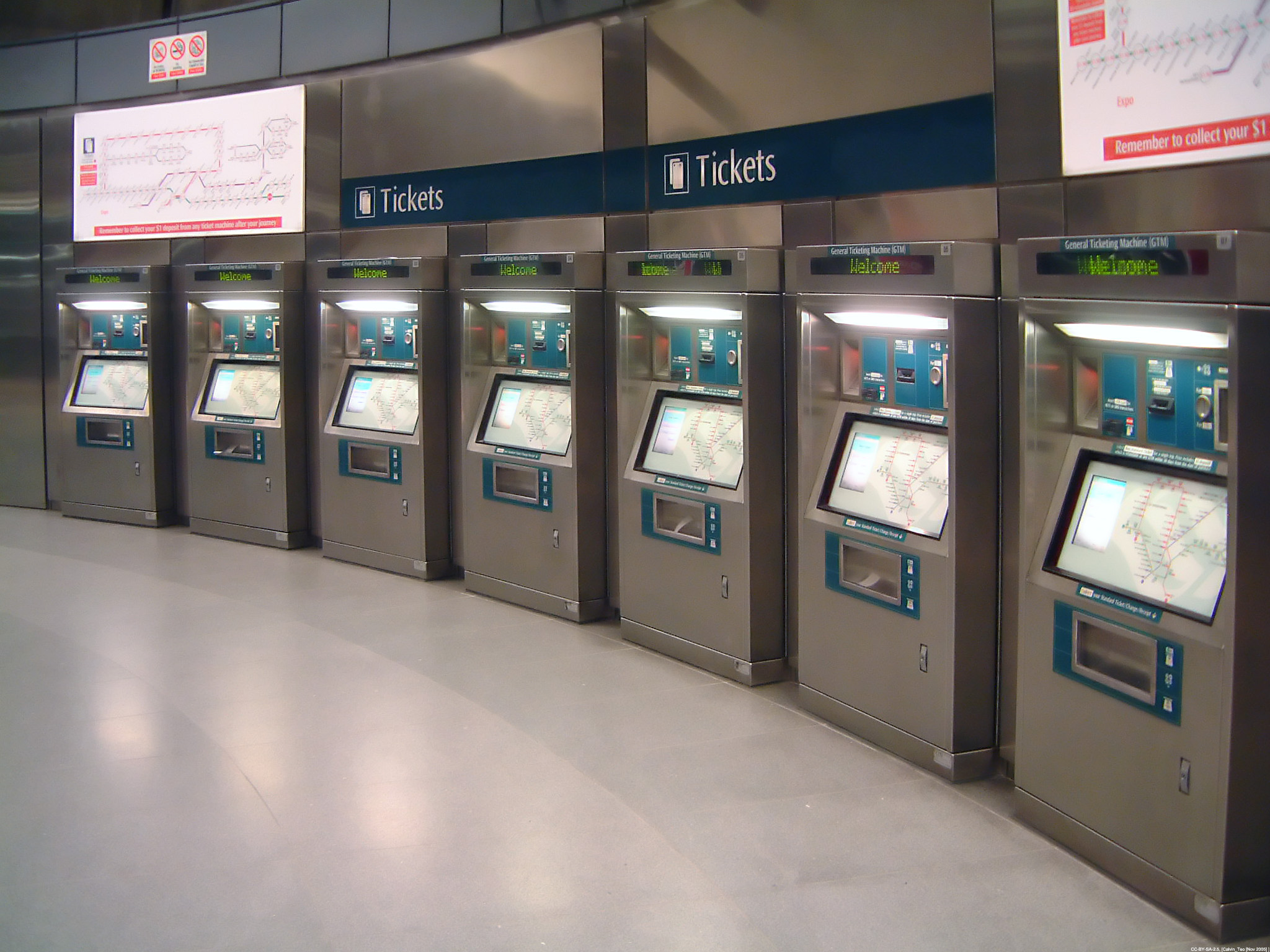
General Ticketing Machines (GTM)

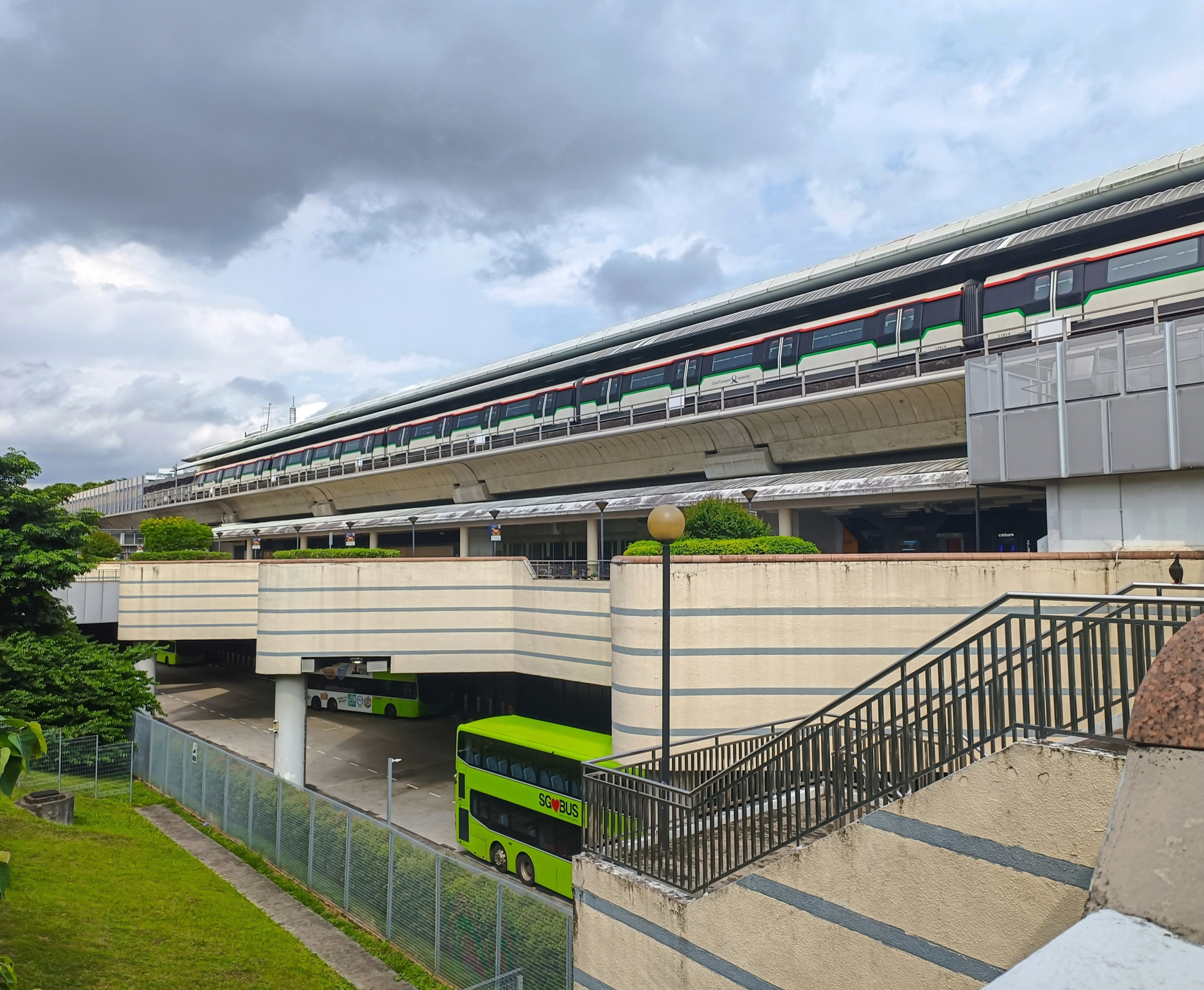
Station Woodlands

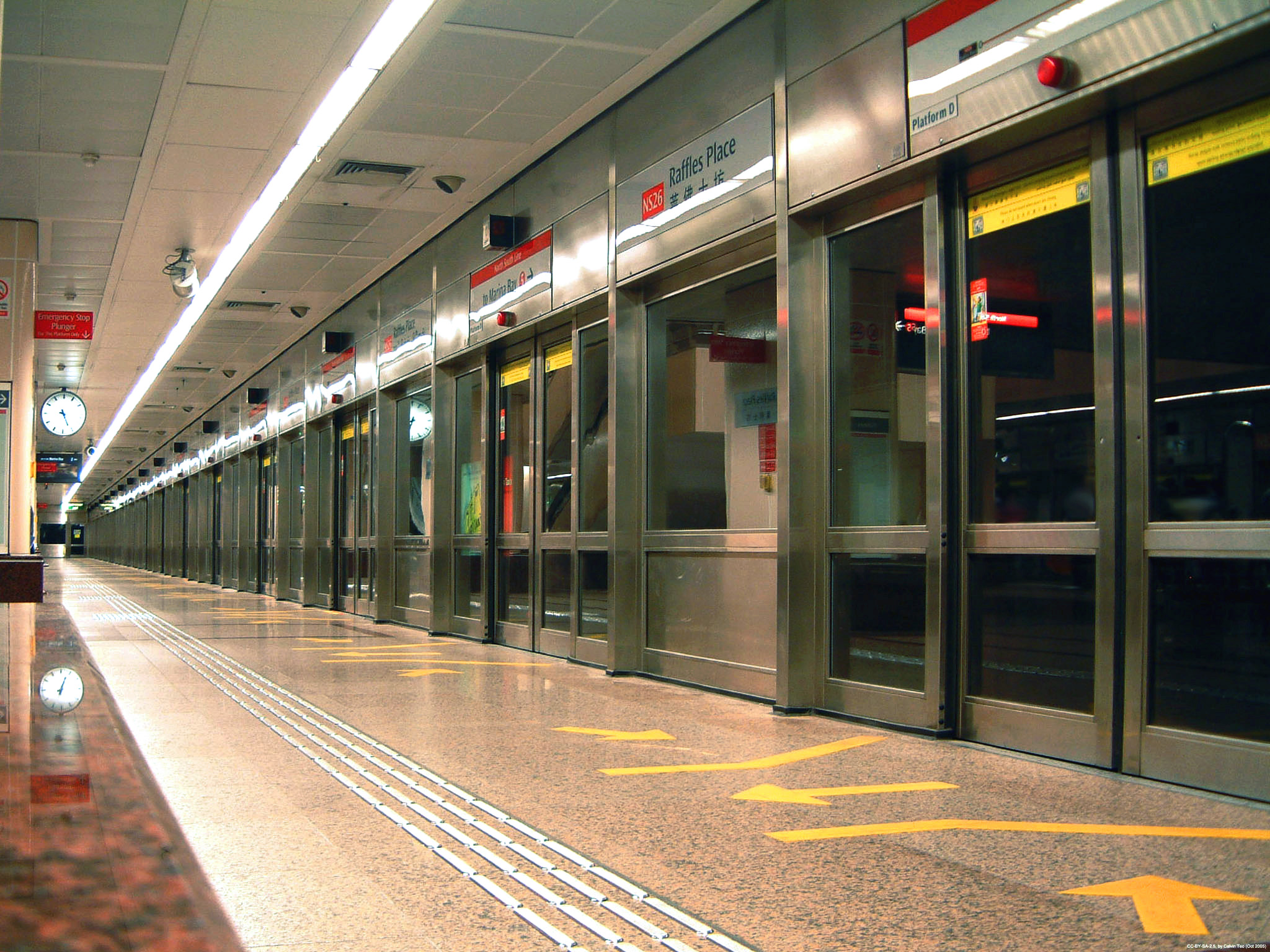
Station Raffles Place

Het Mass Rapid Transit Singapore (MRT letterlijk vertaald:snel massavervoerssysteem; Maleis: Sistem Pengangkutan Gerak Cepat Singapura; Mandarijn: 新加坡地铁系统; Tamil: சிங்கப்பூர் துரிதக் கடவு ரயில்) is de officiële benaming voor het openbaar vervoersnetwerk van het metro en lightrailsysteem in de stad Singapore. Het netwerk bestaat uit vijf metrolijnen waaraan ook 3 korte lightraillijnen verbonden zijn. 

Er is een zevende en achtste lijn in ontwikkeling.

## Netwerk
- Circle Line, metrolijn geheel ondergronds die alleen in het centrum van de stad Singapore zelf ligt.
- Downtown Line, metrolijn geheel ondergronds.
- East West line, metrolijn gedeeltelijk ondergronds
- North East line, metrolijn geheel ondergronds
- North South line, metrolijn gedeeltelijk ondergronds
- Thomson-East Coast Line, metrolijn geheel ondergronds. Drie van de vijf bouwfasen zijn voltooid en open voor het publiek.

### Lightrail
- Bukit Panjang Lightrail, lightraillijn geheel bovengronds
- Punggol Lightrail, lightraillijn geheel bovengronds
- Sengkang Lightrail, lightraillijn geheel bovengronds

## Geschiedenis

### Ontstaansgeschiedenis
In de jaren 60 van de 20e eeuw groeide de staat Singapore economisch zeer snel en voelden de leiders dat er een efficiënt en betrouwbaar transportnetwerk nodig was. Om deze reden werd er een studie verricht door een speciale commissie die werd opgericht in 1967. Na een studie van vier jaar kwam die commissie tot de conclusie dat er vanaf 1992 behoefte zou zijn aan een betrouwbaar transportsysteem per (metro)trein. 

Tussen 1972 en 1980 werden er verschillende studies verricht naar mogelijke routes voor een treinennetwerk geïntegreerd met een busnetwerk. De studie kwam tot de conclusie dat eerst de meest dichtbevolkte gebieden bediend moesten worden en adviseerde de aanleg van een noord - zuid (North South Line) en een oost - west (East West Line) lijn.

### Harvard-studie
Om te kunnen starten met de aanleg werd de Provisional Mass Rapid Transit Authority opgericht in juli 1980. Een onafhankelijk team van de Harvard-universiteit in de Verenigde Staten werd uitgenodigd om de uitslag van de eerste studies te bevestigen. Het team van Harvard kwam echter tot de conclusie dat alleen een bussysteem voldoende zou zijn om het vervoer in Singapore te faciliteren. De regering liet hierop een nieuwe studie verrichten, die concludeerde dat Singapore wel degelijk een massavervoerssysteem nodig had.

### Aanleg
In mei 1982 gaf de regering toestemming om met de aanleg te beginnen. De kosten waren begroot op 5 miljard Singaporese dollar en het project moest klaar zijn in 1992. Een gedeelte van de North South Line werd als eerste aangelegd omdat Orchard Road en het centrale zakendistrict de drukste gebieden waren. Het initiële systeem met een gedeeltelijke North South Line en een gedeeltelijke East West Line was 67 kilometer lang en had 42 stations, waarvan 27 bovengronds en 15 ondergronds. 
Op 14 oktober 1983 werd de MRT Corporation opgericht om het werk van de Provisional Mass Rapid Transit Authority over te nemen. Op 7 november 1987 werd een eerste deel van het systeem voor het publiek geopend. Minister-president Lee Kuan Yew opende het systeem officieel op 12 maart 1988. De rest van het systeem kwam klaar in juli 1990, 2 jaar voor op het schema. De MRT corporation is in het begin van de 21e eeuw opgegaan in de Land Transit Authority die nieuwe lijnen bouwt en dan concessies uitgeeft aan commerciële bedrijven. De 2 concessiehouders aan het begin van de 21e eeuw zijn SMRT Corporation Ltd en SBS Transit Ltd.

## Eerdere en toekomstige uitbreidingen
In februari 1991 kondigde de regering aan dat de North South Line met 16 kilometer verlengd zou worden. De lijn kreeg door deze verlenging zijn hoefijzervormige uiterlijk. De verlenging kwam tot stand op 10 februari 1996. 
 In 1997 werd gestart met de aanleg van een nieuwe lijn, namelijk de North East Line. Deze werd voltooid eind 2002 en geopend op 20 juni 2003. Ook werd in 2002 een verlenging voltooid naar de internationale luchthaven Changi als een zijlijn van de East West Line. 

In het begin van de 21e eeuw is de Circle Line door het centrum van de stad aangelegd. De lijn zoals deze sinds 14 januari 2012 in bedrijf is, werd in 5 fases gebouwd. De laatste en 6e fase is gepland voor de periode 2018-2025; met dit project wordt de cirkel gesloten. 
Op 22 december 2013 is nog een vijfde lijn in bedrijf gekomen: de Downtown Line. Deze is in 2017 belangrijk uitgebreid en wordt in 2024 nog iets verder uitgebouwd.
In de planningsfase is nog een zesde lijn: De Thomson-East Coast Line met oplevering in vijf fases tussen 2019 en 2024. Op nog langere termijn moeten ook een zevende en achtste lijn ontstaan.

## Code stations
Anders dan in andere metro-systemen zijn in de MRT alle stations niet alleen voorzien van een naam, maar ook van een cijfer-lettercombinatie. Deze code bestaat uit een tweeletterige afkorting van de naam van de lijn, direct gevolgd door het (opvolg)nummer van het station. Station Tanah Merah heeft bijvoorbeeld de code EW4 omdat het het 4e station is aan de East West line. Omdat dit tevens eindpunt van de zijtak naar Luchthaven Changi is, heeft het station een tweede (bijzondere) code, namelijk CG. 
Elk eind station is ook nog eens van een cijfer voorzien.

## Bewegwijzering op Changi Airport
Op Internationale luchthaven Changi wordt naar het systeem verwezen als "Train to city", slechts in het klein staat aangegeven dat het de MRT betreft.

## Smart Card
De meeste passagiers gebruiken een contactloze chipkaart met de naam EZ-Link, een systeem dat bijna hetzelfde is als de Octopuskaart in Hongkong. Je houdt de kaart boven de toegangsdeuren tot de stations bij binnenkomen en weggaan en dan wordt het bedrag automatisch afgeschreven.